# Ornacieux-Balbins
Ornacieux-Balbins é uma comuna francesa na região administrativa de Auvérnia-Ródano-Alpes, no departamento de Isère. Estende-se por uma área de 12.15 km². Em 2010 a comuna tinha 873 habitantes (densidade: 71,9 hab./km²).
Foi criada em 1 de janeiro de 2019, a partir da fusão das antigas comunas de Ornacieux (sede da comuna) e Balbins.